# 2009年诺贝尔和平奖

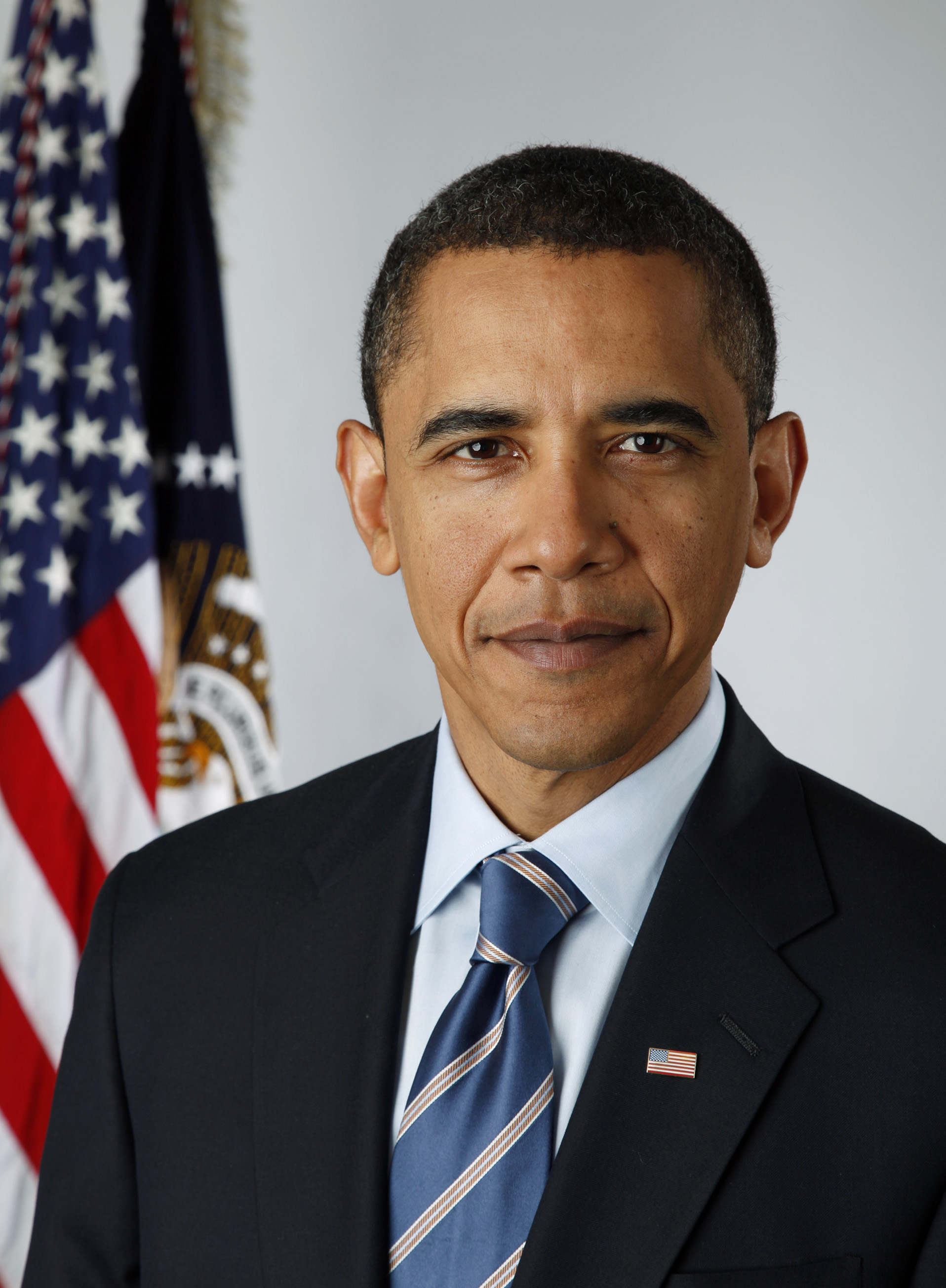
2009年诺贝尔和平奖得主、美国总统巴拉克·奥巴马。

2009年10月9日，挪威诺贝尔委员会主席托尔比约恩·亚格兰在挪威首都奥斯陆宣布，将2009年诺贝尔和平奖授予美国总统巴拉克·奥巴马。诺贝尔委员会说，授予奥巴马诺贝尔和平奖是为了表彰他为增进国际外交和人民之间合作所作出的非凡努力。诺贝尔委员会尤其强调他的无核世界理念和他为此所做的工作。
奥巴马是美国历史上第三位在就职期间获得诺贝尔和平奖的总统，另外两个是西奥多·罗斯福（1906年，因成功调停日俄战争）和伍德罗·威尔逊（1919年，因倡导国际联盟），他们都是在第二个任期获得这一奖项的。此外，奥巴马也是最近十年间第三位获得诺贝尔和平奖的美国民主党政要。2002年时美国前总统吉米·卡特因数十年来坚持调解国际冲突而获得诺贝尔和平奖；2007年美国前副总统阿尔·戈尔与政府间气候变化专门委员会因在环球气候变化与环境问题上的贡献而获此殊荣。
将诺贝尔和平奖授予奥巴马的决定是由挪威诺贝尔委员会的5名委员会成员做出的，这5名成员是从挪威议会中选出，其中两人为工党籍，一人为社会主义左翼党籍，一人为保守党籍，另一人为进步党籍，大致反映出该年挪威议会成员的党籍分布。自2009年2月1日候选人提名截止后，该委员会的成员进行了6～7次讨论，其中最后一次是在10月5日，决定出最终获奖者。当被问及评审过程是否存在意见分歧时，委员会主席亚格兰回答说：“我们（5名委员会成员）一致同意。”
2009年诺贝尔和平奖共有172名个人和33个组织共205项提名，除奥巴马外，其他人选还有中国异见人士胡佳、在美国的民运人士魏京生、法国总统尼古拉·萨科齐、津巴布韦总理摩根·茨万吉拉伊、阿富汗独立人权委员会主席司玛·萨马尔和哥伦比亚参议员彼达·科尔多瓦等。

## 获奖原因
挪威诺贝尔委员会决定将2009年诺贝尔和平奖授予美国总统巴拉克·奥巴马，以表彰他为增进国际外交和人民之间合作所作出的非凡努力。诺贝尔委员会尤其强调他的无核世界理念和他为此所做的工作。
奥巴马总统改变了国际政治气候，多边外交重回舞台中心，联合国和其他国际组织的作用得到了充分重视。在最难解决的国际纷争上，奥巴马认为对话和谈判是较好的解决方法。奥巴马对无核化世界的远见，大力推动了裁军及武器控制的谈判。有赖奥巴马的推动，美国现在在对抗全球暖化上扮演了更具建设性的角色。他也致力于增进民主及改善人权。
很少能有人像奥巴马这样吸引全世界的目光并给予人们对美好未来的希望，他的外交理念建立在世界上绝大多数人认同的价值观和理念的基础上。
108年以来，挪威诺贝尔委员会一直致力于促进的正是奥巴马在国际政策中所持有的这种态度，委员会非常赞同奥巴马所说的一句话，现在是我们大家为迎接全球共同的挑战、承担各自责任的时刻了。

## 各界反应

### 奥巴马
据法新社报道，当诺贝尔委员会宣布其获奖消息时，奥巴马本人还在熟睡。获悉奥巴马获奖，白宫发言人罗伯特·吉布斯于美国时间9日凌晨第一时间打电话通知“上司”，告知他这一信息。奥巴马表示，他对诺贝尔委员会的决定感到意外和受宠若惊。9日上午11时，奥巴马在白宫玫瑰园举行新闻发布会，他在发布会上说：“我认为这是对美国领导地位的认可，而不是对我个人成就的肯定。我将把此次获奖视作是对我接下来行动的鞭策。”
奥巴马将于12月10日在挪威首都奥斯陆参加颁奖仪式，接受1000万瑞典克朗奖金（约合140万美元）。他表示会将全额奖金捐给慈善团体。

### 国际反应
- 阿富汗 总统哈米德·卡尔扎伊称奥巴马是获得诺贝尔和平奖的合适人选。卡尔扎伊的发言人表示，奥巴马对全球关系的愿景以及他在国际水平上为构建国际关系友好气氛而作出的努力，都使他成为和平奖的合适人选。[5]
  - 塔利班发言人扎比乌拉·穆贾希德对评奖结果表示谴责，他嘲弄说奥巴马应拿“诺贝尔暴力奖”；把和平奖颁给一个向阿富汗增派2.1万名士兵者，实属荒谬可笑。他说奥巴马获奖并没有给阿富汗带来和平。[6]
- 2006年诺贝尔和平奖获得者之一穆罕默德·尤纳斯称奥巴马为国际社会带来了新的气象，他对世界青年尤其有激励作用，给予人们方向和意义感。此次获奖是对他正在做的努力的肯定。[7]
- 加拿大 总理史蒂芬·哈珀称奥巴马为了增进国际外交和人民之间合作所作的努力得到所有加拿大人的赞赏。[8]
- 法國 总统尼古拉·萨科齐认为此次获奖会坚定奥巴马为公正、和平和全球均衡而行动的决心，标志着美国重新获得了世界的喜欢以及美国重新受到国际社会的欢迎。[9]
- 德国 联邦总理安格拉·默克尔认为奥巴马的无核理念应是所有人在未来都努力实现的目标，此次获奖将激励奥巴马总统为世界和平做出更大努力。[10]
- 以色列 总统、1994年诺贝尔和平奖得主希蒙·佩雷斯对奥巴马表示祝贺，他为诺贝尔委员会授予奥巴马荣誉以表彰其工作意义“非同寻常并产生了深远影响”而感到高兴。[11]
- 伊朗 总统艾哈迈迪-内贾德的媒体顾问阿里·阿克巴尔·杰万费科尔9日表示，美国总统奥巴马获得诺贝尔和平奖后应该更加努力，使自己名副其实。在杰万费科尔看来，奥巴马必须在两方面做出成绩，才能配得上诺贝尔和平奖。首先，奥巴马应该设法取消联合国安理会的否决权这一“特权”。其次，奥巴马必须履行承诺缩小美国国内贫富差距。杰万费科尔说，奥巴马还必须证明“美国没有决定扔掉剩余的粮食，而是将粮食送给非洲国家”。[12]
- 总统姆瓦伊·基巴基对奥巴马获奖表现出极大的兴奋。肯尼亚由于是奥巴马父亲的故乡，因此民众都对奥巴马获奖一事感到欢欣鼓舞。[13]奥巴马在肯尼亚的同父异母兄弟表态：“这是整个家族的荣耀，很高兴家里有人获奖，恭喜巴拉克。”[14]
  - 2004年和平奖得主旺加里·马塔伊称奥巴马的每个举动都对全世界有很强的激励作用，他让人们满怀信心和希望，坚信奇迹可以发生。[15]
- 波蘭 前总统、1983年诺贝尔和平奖获得者莱赫·瓦文萨说：“谁？奥巴马？这么快？太快了！——他还没有时间做出任何事情。”[16]
- 联合国 秘书长潘基文称赞奥巴马在面对世界重大问题，包括气候变暖、核裁军和诸多对和平与安全的挑战时，体现出了对话和参与的新精神。[17]

### 争议
从挪威诺贝尔委员会在奥斯陆宣布结果的一刻起，这个决定就令包括美国在内的不少媒体感到意外。美国很多政治评论员和专栏作家对诺贝尔委员会的决定作了尖锐的批评。反对者主要认为奥巴马上任尚不足一年，在诺贝尔奖提名截止日期（2月1日）前不到两周才执掌总统之职（1月20日），现在授予奥巴马和平奖是属于为时过早，过于草率。奥巴马能否兑现在就职前和就职期间对国内外所作承诺仍属未知，在得奖前美国国内就有很多人批评他在宣传方面的努力超过实际行动。他的几个重要的政策，如他提出的能够解决反恐战争难题的巴阿新战略，到目前为止还没有什么成效。他在中东各国所做的努力，对中东的和谈局势也并没有太明显的帮助。而且甚至有反对者认为，奥巴马的这次获奖是“滑天下之大稽”，诺贝尔委员会这样做的代价是让诺贝尔和平奖的成色贬值，让评选的公信力进一步下降。
很多评论认为，诺贝尔委员会的决定有一定的政治性，它对奥巴马是一种激励而非奖励，其目的是激励世界最强大国家的领导人在促进世界和平与消除贫困方面作出更大的努力。还有评论认为，奥巴马获得和平奖可能从另一方面说明，欧洲人有多渴望美国改变其态度，和平奖颁给奥巴马或许为了鼓励美国领导人继续做出正确的事情。也有人认为，诺贝尔和平奖自身即是一个十分有争议的奖项，选择奥巴马最显而易见的好处是避免了许多麻烦，仍然是“为了和平”——避免围绕获奖人选的国际争吵，以及自己因此被卷入争吵的漩涡。